# Queste del Saint Graal
Queste del Saint Graal (La ricerca del Santo Graal) è un romanzo in prosa in lingua d'oïl, scritto con tutta probabilità nel primo terzo del XIII secolo da un autore che la critica ascrive all'ambiente monastico, e più precisamente cistercense.

## Trama
Il romanzo tratta delle avventure compiute dai cavalieri della Tavola Rotonda, mossi alla ricerca del Santo Graal, identificato nel testo, come oggetto, nella coppa che raccolse il sangue di Cristo dopo la Crocifissione, mentre sulla sua natura in quanto entità spirituale c'è ancora molto dibattito tra gli studiosi. Su tutti spiccano le imprese di Boort, Perceval e Galaad, gli unici a riuscire ad assistere a più di una processione mistica col Graal. Ma è Galaad a riuscire a penetrare profondamente i segreti legati all'oggetto sacro in una visione mistica che ha luogo nella città di Sarraz, ove lo stesso eroe troverà la morte in preda all'estasi.